# Wilpse klei
De Wilpse klei is een laaggelegen 1,5 tot 2 kilometer brede uiterwaard-polderlandschap tussen de Veluwse bandijk en de IJssel, gelegen ten oosten van het Gelderse dorpje Wilp. Het is een oud cultuurlandschap gekarakteriseerd door kolken, vegetatie als wilgen en meidoornhagen en grasdijken. In het landschap bevinden zich historische gebouwen als Huis Wilp met een geschiedenis dat teruggaat tot de 13e eeuw en de 16e-eeuwse boerderij De Oije. Genoemde bouwwerken worden gescheiden door een boomsingel, die staat waar ooit een strang van de rivier de IJssel stroomde. De Wilpse Klei valt onder Rijntakken, een Natura 2000-gebied.